# Puente de Piedra (Zaragoza)
Puente de Piedra (česky Kamenný most) je most ve španělském městě Zaragoza v Aragonii přes řeku Ebro. Byl postaven v letech 1401–1440. V roce 1643 jeho střední část silně poničila povodeň. Architekt José Felipe de Busiñac jej v roce 1659 rekonstruoval a obnovil dvě zničené věže.
V těchto místech je připomínán ještě starší most, vybudovaný Římany a zničený kolem roku 828. Další most byl postaven v roce 839 za vlády emíra Abd ar-Rahmána II. Současný most je dlouhý okolo 225 metrů a má sedm oblouků. Dvě věže byly zbourány v roce 1906. V roce 1991 sochař Francisco Rallo Lahoz zhotovil pro most čtyři bronzové lvy a mostu se od té doby říká také Lví most.

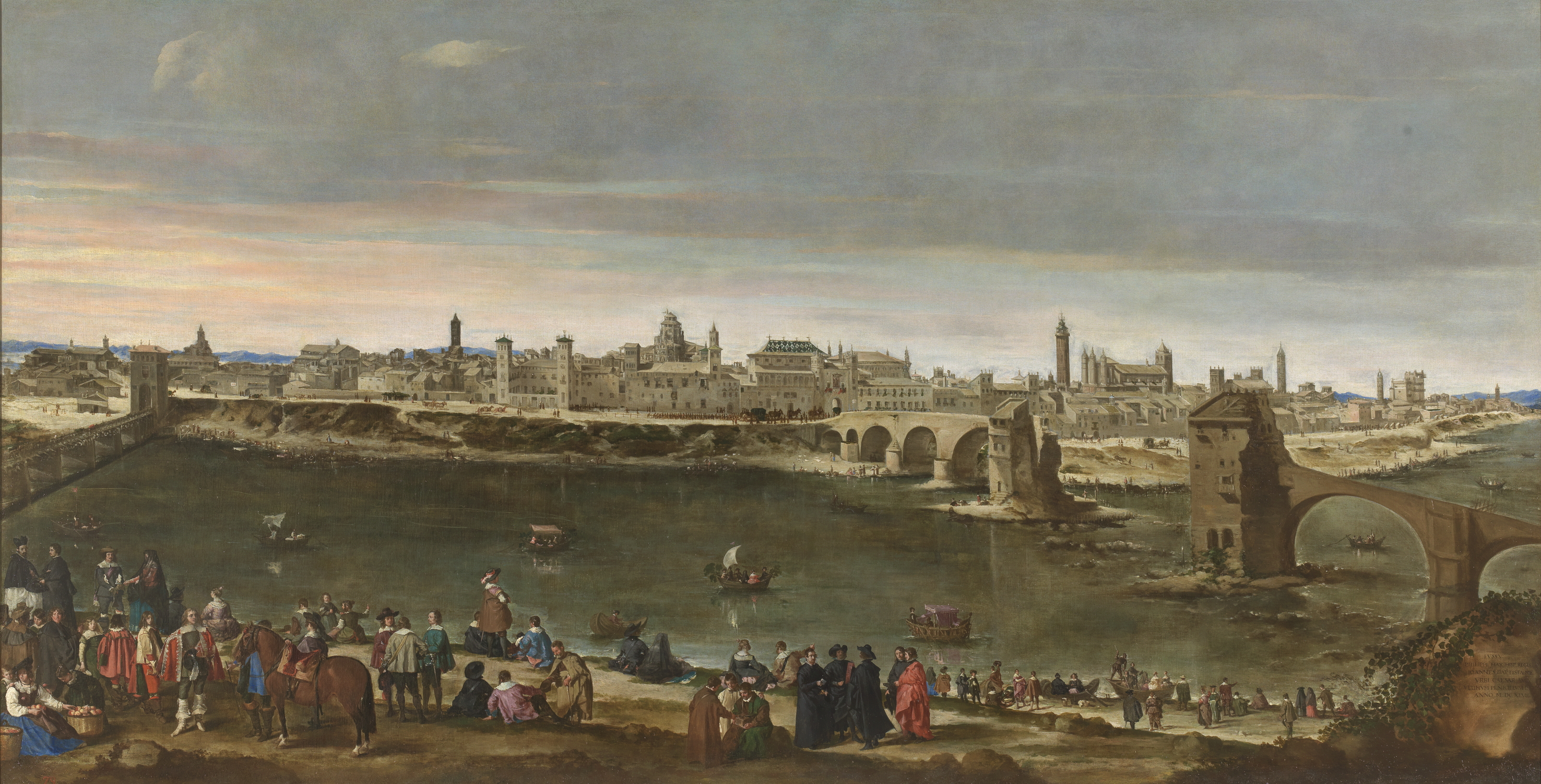
Most poničený povodní na obraze barokního malíře Juana Bautista Martíneze del Mazo z roku 1647
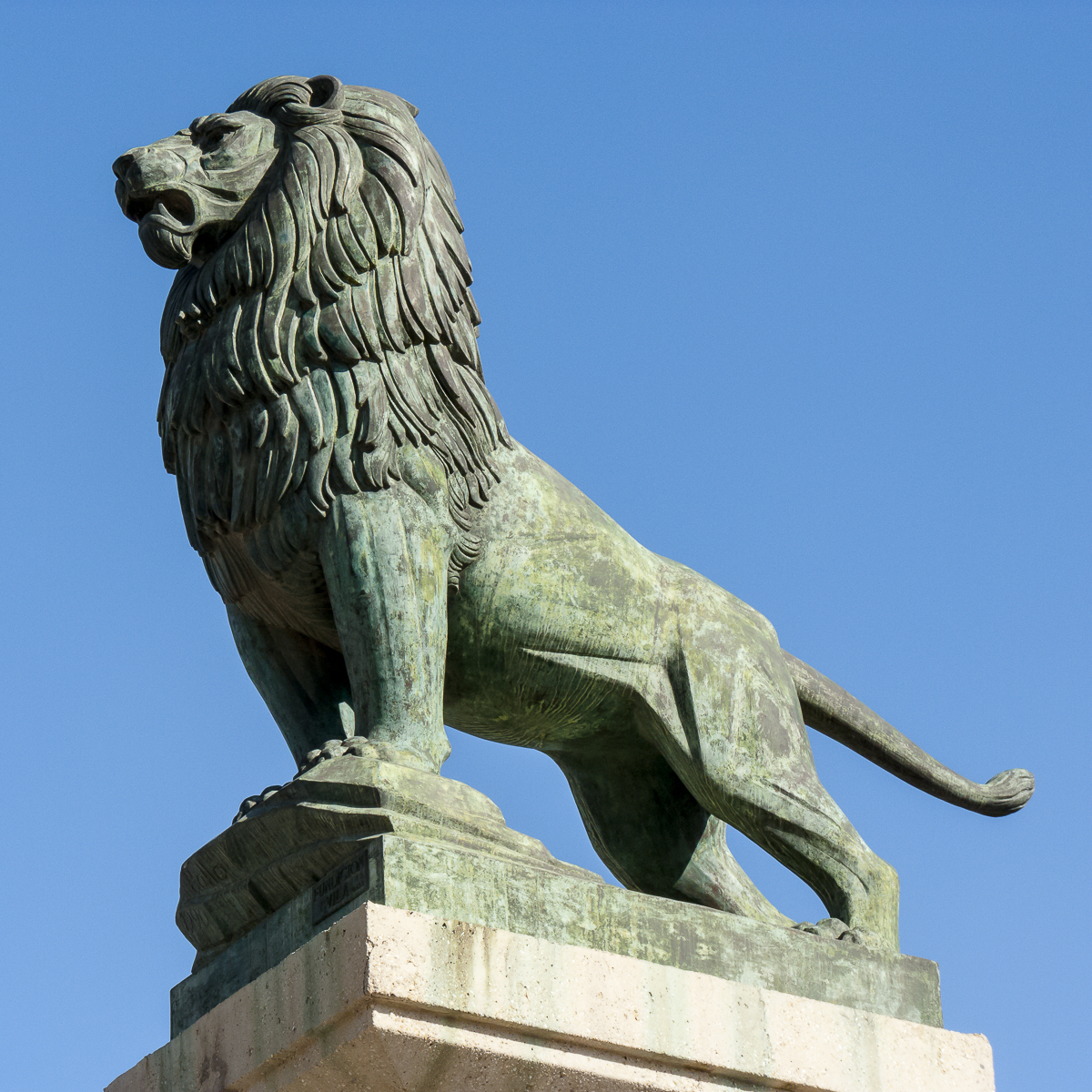
Jeden z čtyř bronzových lvů při vstupu na most
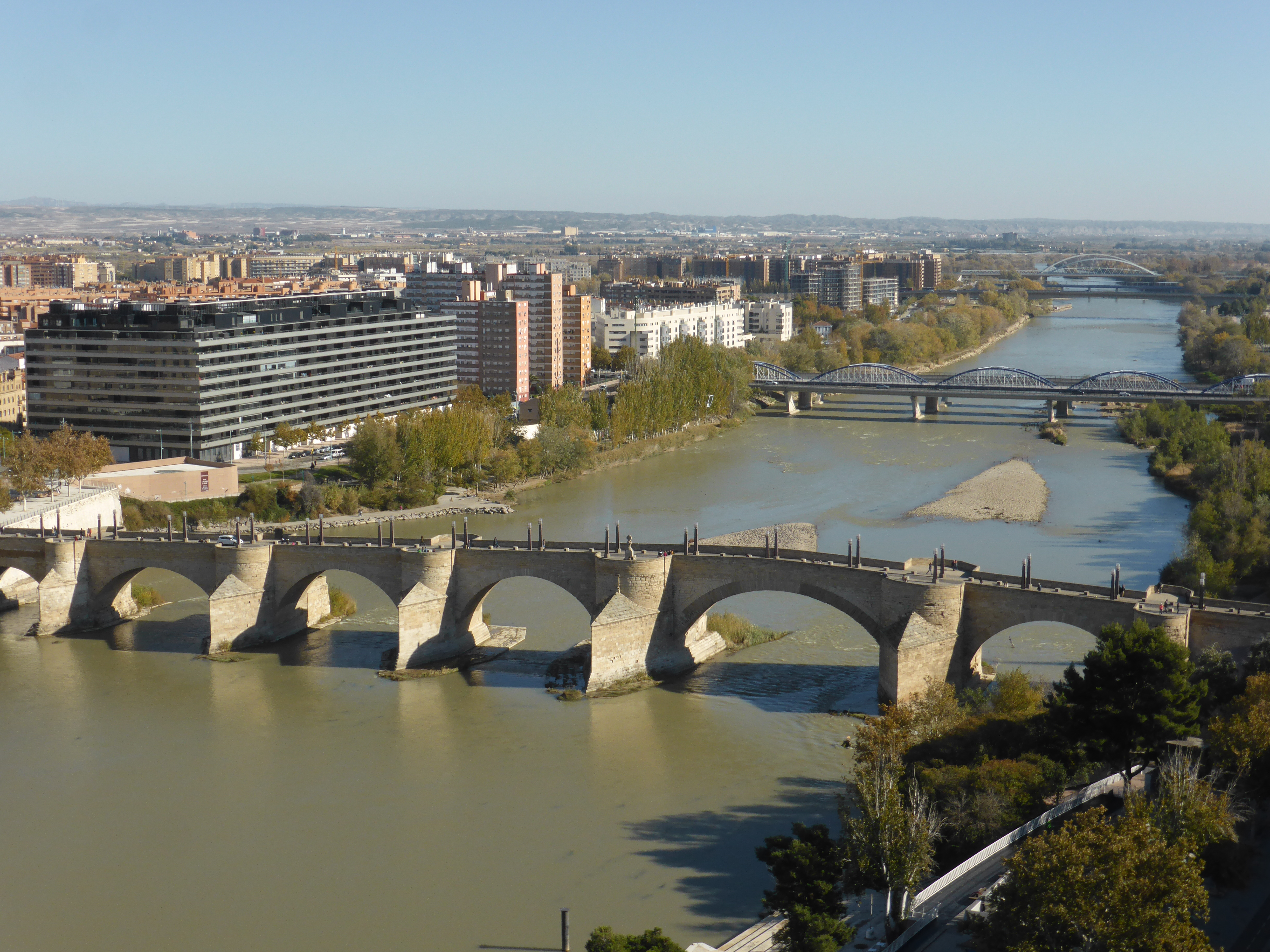
Pohled shora
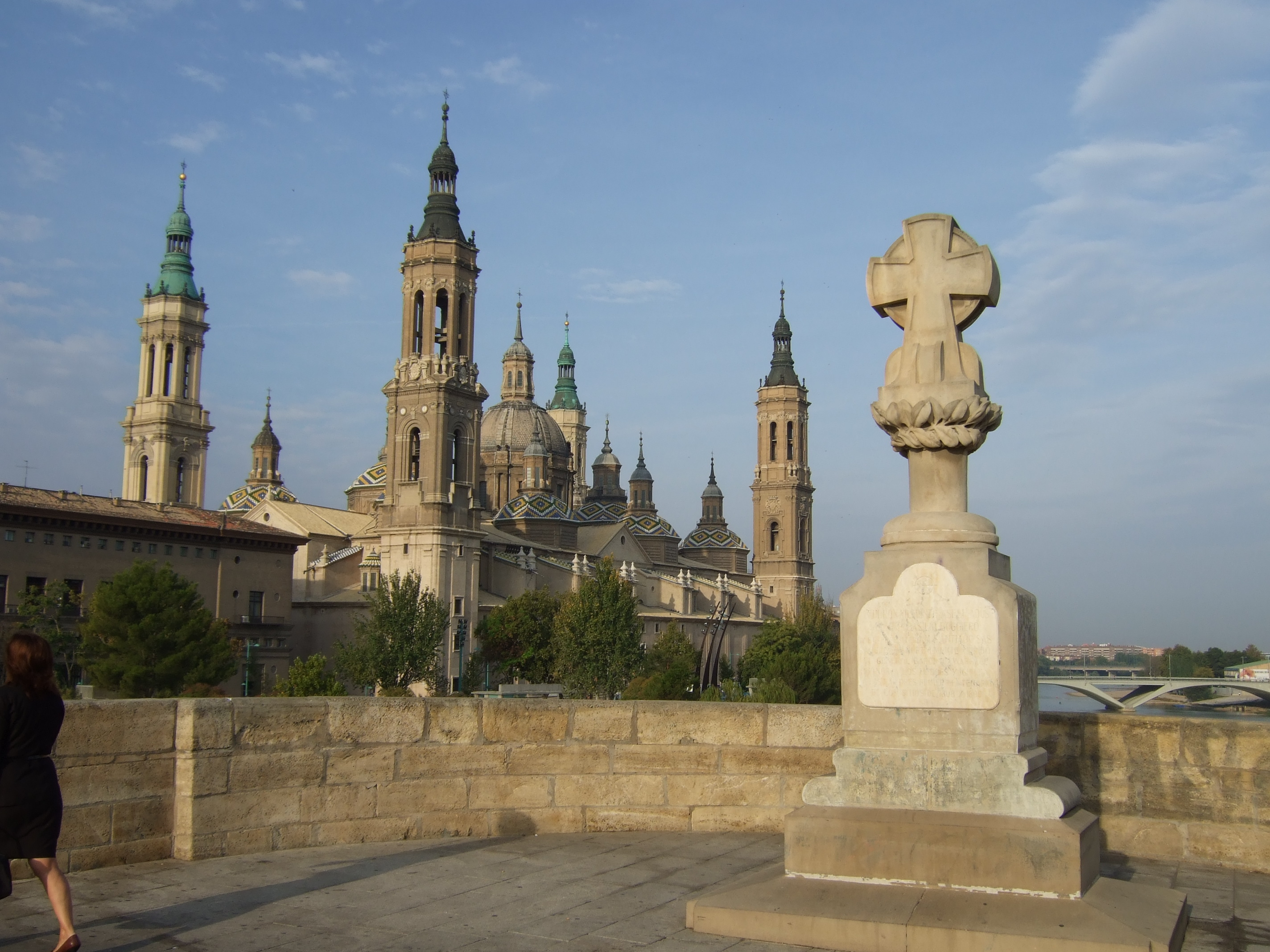
Kříž Basilia Boggiera